# Brian Glennie
Brian Glennie, dit Blunt, né le 29 août 1946 à Toronto en Ontario au Canada et mort le 7 février 2020 à Ottawa en Ontario, est un joueur canadien de hockey sur glace.

## Carrière
Lors des Jeux olympiques d'hiver de 1968, Brian Glennie remporte la médaille de bronze.
Il meurt à Ottawa le 7 février 2020 à l'âge de 73 ans à la suite de problèmes de santé.

## Palmarès
- Médaille de bronze aux Jeux olympiques de Grenoble en 1968.